# Lee Yeon-kyoung
Lee Yeon-kyoung (née le 15 avril 1981) est une athlète sud-coréenne, spécialiste du 100 mètres haies. 

## Biographie
En 2010 elle remporte le 100 mètres haies des Jeux asiatiques en 13 s 23, conservant un centième d'avance sur la Kazakhe Natalya Ivoninskaya. La même année elle établit son record personnel, 13 s juste, à l'occasion des championnats nationaux à Daegu, ce qui constitue le record de Corée du Sud

### Palmarès
| Date | Compétition         | Lieu      | Résultat | Épreuve     | Performance |
| ---- | ------------------- | --------- | -------- | ----------- | ----------- |
| 2005 | Championnats d'Asie | Incheon   | 2e       | 100 m haies | 13 s 35     |
| 2006 | Jeux asiatiques     | Doha      | 3e       | 100 m haies | 13 s 23     |
| 2007 | Championnats d'Asie | Amman     | 3e       | 100 m haies | 13 s 50     |
| 2010 | Jeux asiatiques     | Guangzhou | 1re      | 100 m haies | 13 s 23     |

### Records
| Épreuve     | Performance | Lieu  | Date        |
| ----------- | ----------- | ----- | ----------- |
| 100 m haies | 13 s 00     | Daegu | 7 juin 2010 |